# Przedświt (czasopismo socjalistyczne)

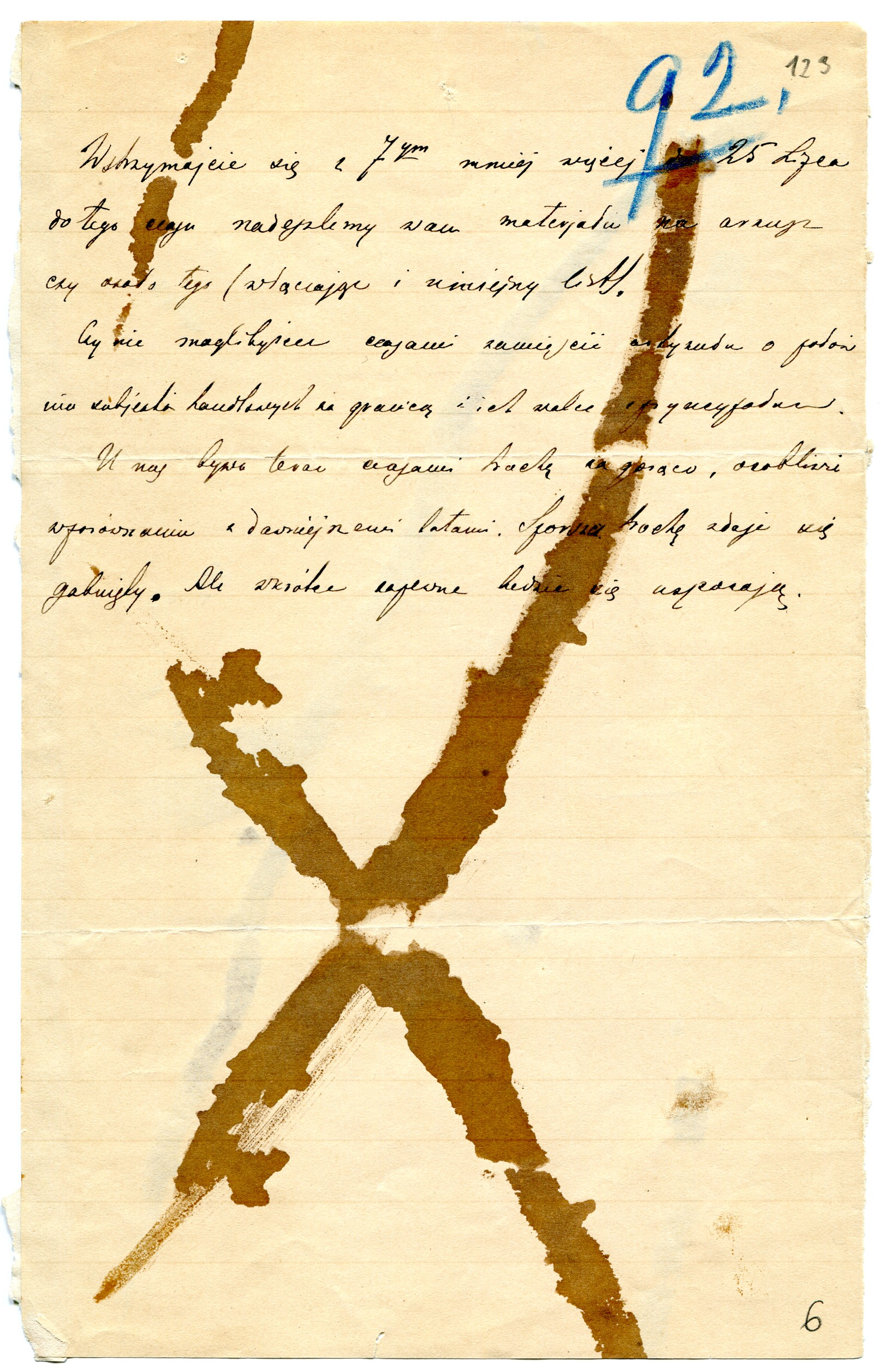
Odręczny list Józefa Piłsudskiego do redakcji Przedświtu z 1893 roku.

Przedświt − pismo socjalistyczne wychodzące w latach 1881−1920, początkowo jako pismo Socjalno-Rewolucyjnej Partia „Proletariat”, a następnie Polskiej Partii Socjalistycznej.

## Historia
Pierwszy numer pisma, założonego przez Stanisława Mendelsona, Szymona Diksztajna i Witolda Piekarskiego, ukazał się 15 sierpnia 1881 roku w Genewie w nakładzie 1000 egzemplarzy. Pismo zastąpiło wychodzące od 1880 roku pismo „Równość”. 
Wskutek sporów wewnętrznych i problemów finansowych pismo zawieszono w październiku 1883 roku, zostało jednak ponownie wznowione w 1884 i podporządkowane krajowemu kierownictwu Socjalno-Rewolucyjnej Partii „Proletariat”. Od 1884 (nr 3) nosiło podtytuł: wydawnictwo „Walki Klas", zaś od 1888 roku wychodziło z podtytułem: organ „Polskiej Partii Socjalno-Rewolucyjnej”. Ponownie zawieszono wydawanie w 1890. 
Od lipca 1891 roku pismo zaczęło wychodzić w Londynie i ponownie je zawieszono z braku środków w marcu 1892 roku. Kolejny numer ukazał się w styczniu 1893 z podtytułem czasopismo społeczno-ekonomiczne. Faktycznym redaktorem stał się wówczas Witold Jodko-Narkiewicz. Drukowała go drukarnia będąca własnością Stanisława Mendelsona. 
Od numeru 5 w 1893 roku pismo stało się formalnie organem Związku Zagranicznego Socjalistów Polskich. Od 1895 pieczę nad pismem kierowanym przez Jodko-Narkiewicza, sprawowała komisja redakcyjna złożona z Kazimierza Kelles-Krauza i Romualda Mielczarskiego.
Od 1897 roku redakcję pisma objął Leon Wasilewski. W styczniu 1899 r. na V Zjeździe ZPPS w Paryżu postanowiono przekazać „Przedświt” krajowej PPS tym samym od 1900 roku pismo stało się miesięcznikiem i organem PPS.
Od 1903 roku pismo wychodziło w Krakowie. W wyniku rozłamu w PPS od 1907 roku pismo wychodziło jako organ dyskusyjny Polskiej Partii Socjalistycznej (Frakcji Rewolucyjnej), zaś od 1908 jako miesięcznik polityczno-społeczny organ Frakcji Rewolucyjnej Polskiej Partii Socjalistycznej.
Od 1913 roku pismo wychodziło we Lwowie, zaś w latach 1916−1920 w Warszawie pod redakcją Mieczysława Niedziałkowskiego.